# Szató
A Szató (japánul: 佐藤, japán kiejtése: saꜜtoː, angol kiejtése: ˈsɑːtoʊ) a leggyakoribb japán családnév.
Körülbelül 1 887 000 ember viseli ezt a nevet.

## Híres Szatók
Szató Takuma és Szató Marino Formula–1-es versenyzők.